# Tornare indietro
Tornare indietro è un film del 2002 diretto da Renzo Badolisani.

## Trama
Stefano Faenza, pittore di Torino, si reca a Reggio Calabria per via di un'esposizione delle sue opere organizzata dal suo vecchio compagno di scuola Gino Jacona, che è stato nominato assessore alla cultura. Il viaggio in Calabria fa riaffiorare a Stefano i vecchi ricordi di quando, adolescente, si trasferì dal Piemonte alla Locride in casa di una sua zia. Stefano visse inizialmente male il cambio di ambiente, ma fu aiutato dall'amicizia col coetaneo Rocco, la cui famiglia viveva una situazione difficile.
Alla mostra, l'uomo ritrova anche l'antico amore Luisa, che gli riporta alla mente un grande dolore.

## Riconoscimenti
- 2002 - Globo d'oro
  - Miglior attore esordiente (Lele Nucera)